# Placówka Straży Celnej „Dzięgielów”

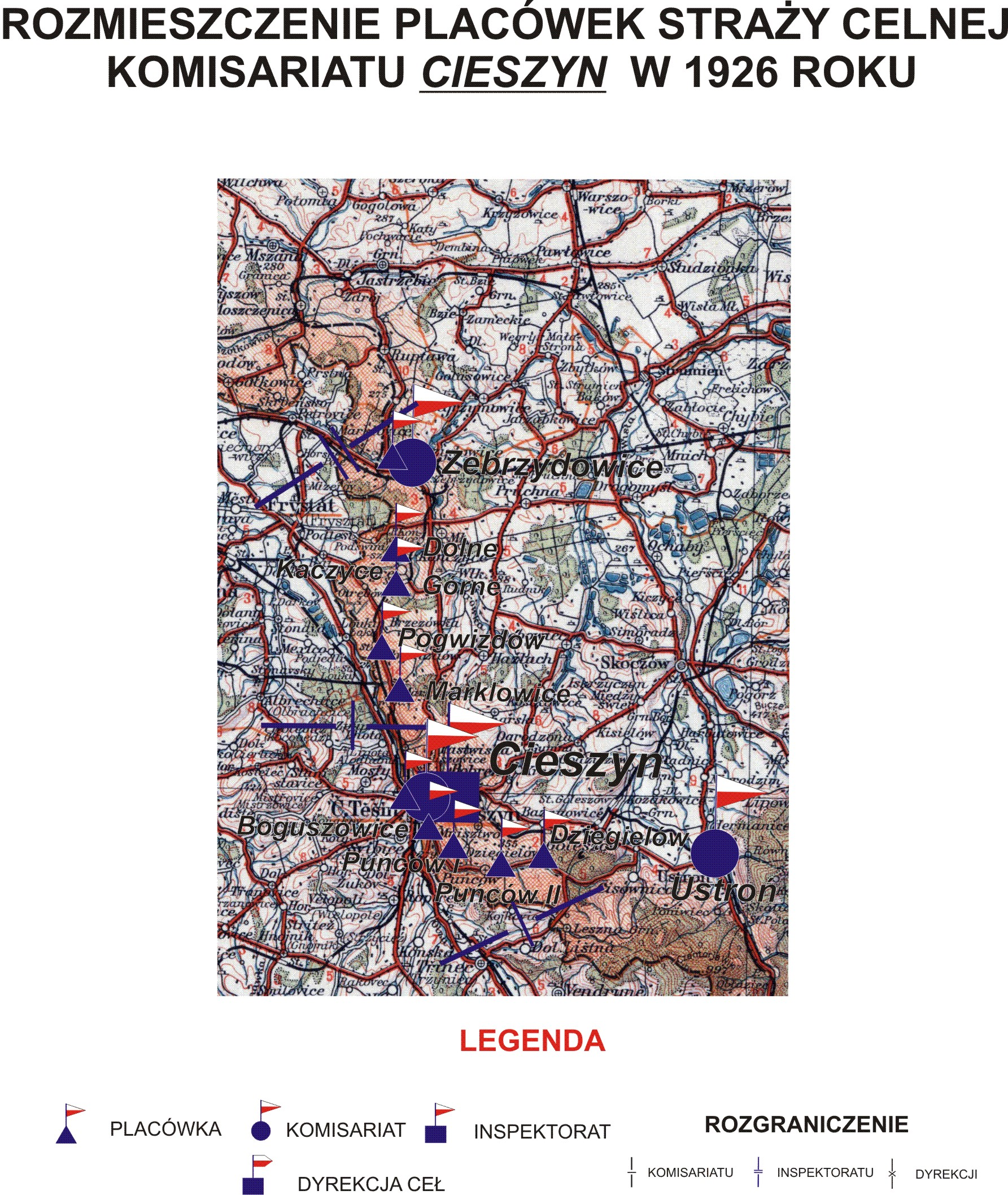
Rozmieszczenie placówek SC Komisariatu Cieszyn w 1926 r.

Placówka Straży Celnej „Dzięgielów” – jednostka organizacyjna Straży Celnej pełniąca w okresie międzywojennym służbę ochronną na granicy polsko-czechosłowackiej.

## Formowanie i zmiany organizacyjne
Na wniosek Ministerstwa Skarbu, uchwałą z 10 marca 1920 roku, powołano do życia Straż Celną. Od połowy 1921 roku jednostki Straży Celnej rozpoczęły przejmowanie odcinków granicy od pododdziałów Batalionów Celnych. Proces tworzenia Straży Celnej trwał do końca 1922 roku. Placówka Straży Celnej „Dzięgielów” weszła w podporządkowanie komisariatu Straży Celnej „Cieszyn” z Inspektoratu SC „Cieszyn”.
W drugiej połowie 1927 roku przystąpiono do gruntownej reorganizacji Straży Celnej. W praktyce skutkowało to rozwiązaniem tej formacji granicznej. Ochronę północnej, zachodniej i południowej granicy państwa przejęła powołana z dniem 2 kwietnia 1928 roku Straż Graniczna.

## Funkcjonariusze placówki
Kierownicy placówki
| stopień    | imię i nazwisko, numer | okres pełnienia służby | kolejne stanowisko |
| ---------- | ---------------------- | ---------------------- | ------------------ |
| przodownik | Stanisław Szmuc (967)  | był w 1926             |                    |

Obsada personalna placówki w 1926:
- przodownik Stanisław Szmuc (967)
- starszy strażnik Józef Siedziński (956)
- starszy strażnik Wincenty Tabor (1022)
- strażnik Walenty Cham (140)
- strażnik Karol Długajczyk (180)
- strażnik Piotr Faliński (228)
- strażnik Dominik Komorowski (484)
- strażnik Jan Matkowski (664)
- strażnik Franciszek Kloc (404)
- strażnik Roman Sander (865)
- strażnik Józef Wandycz (1077)